# Pedro de Araújo
Pour les articles homonymes, voir Araújo (homonymie).
 (mars 2023).
Si vous disposez d'ouvrages ou d'articles de référence ou si vous connaissez des sites web de qualité traitant du thème abordé ici, merci de compléter l'article en donnant les références utiles à sa vérifiabilité et en les liant à la section « Notes et références ».
Pedro de Araújo (né vers 1640, mort vers 1705) est un organiste et compositeur portugais. Il a travaillé dans l'Archidiocèse de Braga (nord du Portugal). Il fut maître de chant au Séminaire conciliaire Saint-Pierre et Saint-Paul (Braga) de 1663 à 1668 et organiste auxiliaire de la Cathédrale de Braga jusqu'en 1665. Avec Juan Cabanilles, il représente l'école ibérique ancienne.

## Œuvres pour orgue
1. Meio Registo terçado de três tiples
2. Fantasia de 1º Tom ou Fantasia de 2º Tom
3. Fantasia de 4º Tom
4. Fantasia de 8º Tom
5. Batalha de 6º Tom
6. Consonâncias de 1º Tom ou Obra de 1º Tom
7. Obra de Passo Solto de 7º Tom
8. Obra de 2º Tom
9. Obra de 6º Tom
10. Obra de 8º Tom
11. Tento de 2º Tom
12. Obra de 1° Tom por B Quadro ou Obra de 2° Tom por B Quadro
13. Obra de 1° Tom sobre a Salve Regina

## Discographie
- Castro, Ana Mafalda (1995), Música Portuguesa para Tecla: Séculos XVI e XVII, Emi-Valentim de Carvalho Música. Clássicos Portugueses 4, Jornal Público.
- Doderer, Gerhard (1994), Os Órgãos da Sé Catedral de Braga, Numérica, NUM 1028.
- Hora, Joaquim Simões da (1994), Lusitana Musica, Volume I, Órgãos Históricos Portugueses: Évora, Porto, Emi-Valentim de Carvalho Música.
- Hora, Joaquim Simões da (1994), Lusitana Musica, Volume III, Órgãos Históricos Portugueses: Faro, Óbidos, Emi-Valentim de Carvalho Música.
- Hora, Joaquim Simões da (1994), Batalhas & Meios Registos, MoviePlay. Fundação Calouste Gulbenkian e Lisboa 94: Capital Europeia da Cultura.
- Janeiro, João Paulo (2000), A influência da Música Italiana para Tecla: Na 2ª Metade do Século XVII e 1ª Metade do Século XVIII, MoviePlay Classics.
- Vaz, João (2011), El Organista “Portogoes”: Livro de obras de Orgão juntas pella coriosidade do P. P. Fr. Roque da Cõceição, Anno de 1695: Zaragoza, Institucion Fernando El Católico.